# San Ildefonso (Bulacan)
Pour les articles homonymes, voir San Ildefonso.
San Ildefonso est une municipalité de la province de Bulacan, aux Philippines.